# قمری-کوکوی مارکساس
قمری-کوکوی مارکساس (نام علمی: Macropygia heana) نام یک گونه منقرض‌شده از سرده قمری-کوکوها است.